# Mestranol
Mestranol, được bán dưới tên thương hiệu Enovid, Norinyl và Ortho-Novum trong số những loại khác, là một loại thuốc estrogen đã được sử dụng trong thuốc tránh thai, liệu pháp hormone mãn kinh và điều trị rối loạn kinh nguyệt. Nó được điều chế kết hợp với proestin và không có sẵn một mình. Nó được dùng bằng đường uống.
Tác dụng phụ của mestranol bao gồm buồn nôn, căng vú, phù và chảy máu đột phá và những tác dụng khác. Nó là một estrogen, hoặc một chất chủ vận của các thụ thể estrogen, đích sinh học của estrogen như estradiol. Mestranol là một tiền chất của ethinylestradiol trong cơ thể.
Mestranol được phát hiện vào năm 1956 và được giới thiệu sử dụng trong y tế vào năm 1957. Đó là thành phần estrogen trong thuốc tránh thai đầu tiên. Năm 1969, mestranol đã được thay thế bằng ethinylestradiol trong hầu hết các loại thuốc tránh thai, mặc dù mestranol vẫn tiếp tục được sử dụng trong một vài loại thuốc tránh thai cho đến ngày nay. Mestranol vẫn chỉ có sẵn ở một số quốc gia, bao gồm Hoa Kỳ, Vương quốc Anh, Nhật Bản và Chile.

## Sử dụng trong y tế
Mestranol được sử dụng làm thành phần estrogen trong nhiều biện pháp tránh thai đường uống đầu tiên, như mestranol/noretynodrel (tên thương hiệu Enovid) và mestranol/norethisterone (tên thương hiệu Ortho-Novum, Norinyl), và vẫn còn được sử dụng cho đến ngày nay. Ngoài việc sử dụng như một biện pháp tránh thai đường uống, mestranol đã được sử dụng như một thành phần của liệu pháp hormone mãn kinh để điều trị các triệu chứng mãn kinh.

## Dược lý

Ethinylestradiol (EE), dạng hoạt động của mestranol.

Mestranol là một tiền chất không hoạt tính sinh học của ethinylestradiol mà nó được khử trong gan với hiệu suất chuyển đổi là 70% (50 µg của mestranol là tương đương sinh học dược lý đến 35 µg của ethinylestradiol, hoặc ethinylestradiol khoảng 1,7   lần mạnh bằng miệng theo trọng lượng như mestranol). Nó đã được tìm thấy sở hữu 0,1 đến 2,3% ái lực liên kết tương đối của estradiol (100%) đối với thụ thể estrogen, so với 75 đến 190% đối với ethinylestradiol.
Thời gian bán hủy của mestranol đã được báo cáo là 50 phút  Nửa đời thải trừ của dạng hoạt động của mestranol, ethinylestradiol, là 7 đến 36   giờ 
Liều lượng rụng trứng hiệu quả của mestranol đã được nghiên cứu. Bản mẫu:Oral potencies of estrogens

## Hóa học
Mestranol, còn được gọi là ethinylestradiol 3-methyl ether (EEME) hoặc 17α-ethynyl-3-methoxyestra-1,3,5 (10) -trien-17β-ol, là một steroid estrane tổng hợp và là một dẫn xuất của estradiol. Nó đặc biệt là một dẫn xuất của ethinylestradiol (17α-ethynylestradiol) với một methyl ether ở vị trí C3.

## Lịch sử
Vào tháng 4 năm 1956, noretynodrel đã được điều tra, tại Puerto Rico, trong thử nghiệm lâm sàng quy mô lớn đầu tiên về một proestogen như một biện pháp tránh thai đường uống. Thử nghiệm được tiến hành tại Puerto Rico do tỷ lệ sinh cao ở nước này và những lo ngại về kiểm duyệt đạo đức ở Hoa Kỳ. Người ta đã phát hiện sớm vào nghiên cứu rằng các tổng hợp hóa học ban đầu của noretynodrel đã bị nhiễm một lượng nhỏ (1 Lời2%) của 3-methyl ether của ethinylestradiol (noretynodrel đã được tổng hợp từ ethinylestradiol). Khi tạp chất này được loại bỏ, tỷ lệ chảy máu đột phá cao hơn xảy ra. Kết quả là, mestranol, cùng năm đó (1956), đã được phát triển và được xác định là một estrogen tổng hợp rất mạnh (và cuối cùng là một tiền chất của ethinylestradiol), được đặt tên và thêm vào công thức. Điều này dẫn đến Enovid bởi GD Searle & Company, biện pháp tránh thai đường uống đầu tiên và sự kết hợp của 9,85   mg noretynodrel và 150   g mestranol mỗi viên thuốc.
Khoảng năm 1969, mestranol đã được thay thế bằng ethinylestradiol trong hầu hết các biện pháp tránh thai đường uống do hoảng loạn lan rộng về nguy cơ tăng huyết áp tĩnh mạch gần đây với thuốc tránh thai đường uống có chứa estrogen. Lý do là ethinylestradiol có trọng lượng mạnh gấp đôi so với mestranol và do đó liều có thể giảm một nửa, điều này được cho là có thể dẫn đến tỷ lệ mắc bệnh huyết khối tĩnh mạch thấp hơn. Cho dù điều này thực sự đã dẫn đến tỷ lệ mắc bệnh huyết khối tĩnh mạch thấp hơn chưa bao giờ được đánh giá.

## Xã hội và văn hoá

### Tên gốc
Mestranol là tên gốc của thuốc và INN, USAN, USP, BAN, DCF và JAN, trong khi mestranolo là DCIT của nó.

### Tên thương hiệu
Mestranol đã được bán trên thị trường dưới nhiều tên thương hiệu, chủ yếu hoặc độc quyền kết hợp với progestin, bao gồm Devocin, Enavid, Enovid, Femigen, Mestranol, Norbiogest, Ortho-Novin, Ortho-Novum, Ovastol và Tranel. Ngày nay, nó tiếp tục được bán kết hợp với progestin dưới tên thương hiệu bao gồm Lutingion, Necon, Nor502, Ortho-Novum và Sophia.

### Khả dụng
Mestranol vẫn chỉ có sẵn ở Hoa Kỳ, Vương quốc Anh, Nhật Bản và Chile. Nó chỉ được bán trên thị trường kết hợp với progestin, chẳng hạn như norethisterone.

## Nghiên cứu
Mestranol đã được nghiên cứu như một biện pháp tránh thai nam và được tìm thấy là có hiệu quả cao. Với liều 0,45 mg/ngày, nó ức chế nồng độ gonadotropin, giảm số lượng tinh trùng xuống 0 trong vòng 4 đến 6   tuần và giảm ham muốn, chức năng cương dương và kích thước tinh hoàn. Nở vú xảy ra ở tất cả những người đàn ông. Những phát hiện này đã góp phần vào kết luận rằng estrogen sẽ không được chấp nhận là biện pháp tránh thai cho nam giới.